# 正弦三倍角円
三角形幾何学において、正弦三倍角円（せいげんさんばいかくえん、英: sine-triple-angle circle）は、三角形に関して定義される円の一つである。△ABCについて、BC上の点 A1, A2、CA上の点B1, B2、AB上の点C1, C2を、式∠A = ∠AB1C1 = ∠AC2B2、∠B = ∠BC1A1 = ∠BA2C2、∠C = ∠CA1B1 = ∠CB2A2を満たすようにとる。

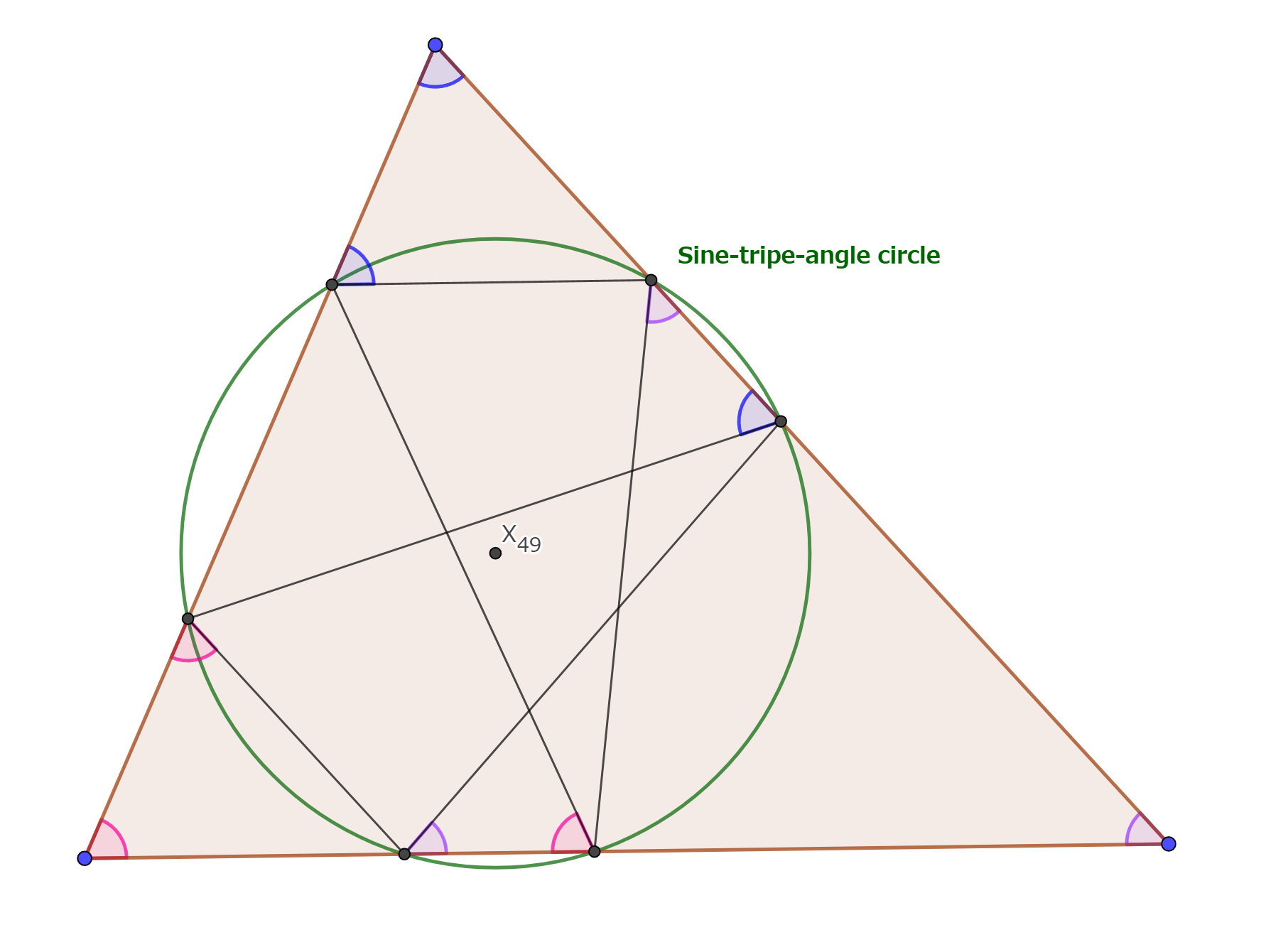
正弦三倍角円

このとき、A1, A2, B1, B2, C1, C2は同一円周上にある。この円を正弦三倍角円という。初め、タッカーとノイベルグはこの円をフランス語で "cercle triplicateur" と呼んでいた。

## 性質
- A1A2 : B1B2 : C1C2 = sin (3A) : sin (3B) : sin (3C) を満たす[6]。これが、正弦三倍角円の名称の理由である。しかし、3辺をこの比で切るような円は無数に存在する。そのような円の中心は内心（英語版） 、3つの傍心および正弦三倍角円の中心X49を通る双曲線上に存在する[7]。
- 九点円と正弦三倍角円の相似中心はコスニタ点X54とキーペルト放物線の焦点X110である。
- 外接円と正弦三倍角円の相似中心はブロカール円でジェラベク双曲線の中心を反転した点X184と、X1147である[8]。
- それぞれA, B, Cの正弦三倍角円における極線とBC, CA, ABの交点は共線である[9]。
- 正弦三倍角円の半径は、

{\displaystyle {\frac {R}{|1+8\cos(A)\cos(B)\cos(C)|}},}
で表される。ここでRは三角形の外接円の半径。

## 中心
正弦三倍角円の中心は三角形の心として Encyclopedia of Triangle Centers のX49に登録されている。X49の三線座標は次の式で与えられる。 
{\displaystyle \cos(3A):\cos(3B):\cos(3C)}
三角形の外心と垂心をそれぞれO, Hとする。AO, AHでそれぞれH, Oを鏡映した点の中点をMAと定める。MB, MCをB, Cに対して同様に定義したとき、△ABC, △MAMBMCは相似でその中心はX49である。

## 一般化
自然数nにおいて、
{\displaystyle {\begin{matrix}\angle A_{1}C_{1}A_{2}=(2n-1)A-(n-1)\pi ,\\\angle B_{1}A_{1}B_{2}=(2n-1)B-(n-1)\pi ,\\\angle C_{1}B_{1}C_{2}=(2n-1)C-(n-1)\pi ,\end{matrix}}}
を満たすように冒頭と同様に点を配置したときA1, A2, B1, B2, C1, C2は共円である。正弦三倍角円はn = 2の場合に該当する。更に次の式が成立する。
{\displaystyle |A_{1}A_{2}|:|B_{1}B_{2}|:|C_{1}C_{2}|=\sin(2n-1)A:\sin(2n-1)B:\sin(2n-1)C}